# Lettres du Père Noël
 (décembre 2015).
Si vous disposez d'ouvrages ou d'articles de référence ou si vous connaissez des sites web de qualité traitant du thème abordé ici, merci de compléter l'article en donnant les références utiles à sa vérifiabilité et en les liant à la section « Notes et références ».
Ne doit pas être confondu avec Lettre au père Noël.
Les Lettres du Père Noël (The Father Christmas Letters) est un recueil de lettres écrites et illustrées par J. R. R. Tolkien entre  1920 et 1942, pour ses enfants. Elles sont censées provenir du Père Noël. Elles racontent les aventures du Père Noël et de ses compagnons, l'Ours Polaire et ses neveux Paksu et Valkotukka, ou de l'elfe Ilbereth.

## Publication
Trois ans après la mort de Tolkien, en 1976, Houghton Mifflin publia une première version intitulée The Father Christmas Letters, éditée par Baillie Tolkien, seconde épouse de Christopher Tolkien. Le livre comprenait les illustrations originales pour presque toutes les cartes, mais plusieurs lettres et illustrations manquaient.
En 1999 il y eut une réédition par Houghton Mifflin sous le titre Letters from Father Christmas, qui ajoutait les lettres et illustrations manquantes. En 2004 cette version fut publiée par HarperCollins.
Il fut traduit en français par Gérard-Georges Lemaire et Céline Leroy.J.R.R.Tolkien (trad. Gerard Georges Lemoine), Lettres du Père Noêl, Paris, Pocket.fr, 2014 (ISBN 978-2-266-23940-0)